# James Cameron's Dark Angel
James Cameron's Dark Angel es un videojuego beat 'em up basado en la serie de televisión Dark Angel. Fue desarrollado por Radical Entertainment y publicado por Sierra Entertainment. Se anunció en la E3 Expo en mayo de 2002, poco después de que se cancelara la serie de televisión. Jessica Alba y Michael Weatherly repitieron sus papeles de la serie, dando voz a Max Guevara y Logan Cale respectivamente.
El juego sigue una historia original, con jugadores controlando a Max Guevara mientras ella lucha contra la I Corporation e intenta encontrar a su hermana gemela. Fue lanzado para PlayStation 2 y Xbox en noviembre de 2002. El juego fue recibido con críticas generalmente desfavorables. Fue criticado con frecuencia por su falta de originalidad, repetición y ciertos problemas de juego, aunque algunos elogiaron sus gráficos, historia y actuación de voz.

## Jugabilidad
Dark Angel es un juego beat 'em up para un solo jugador que se juega desde una vista en tercera persona. Los jugadores toman el control de Max Guevara, un súper soldado mejorado genéticamente. Los niveles implican luchar contra enemigos mientras siguen un camino bastante sencillo hacia la salida del nivel. Max ataca a los enemigos con varios puñetazos, patadas y lanzamientos, y también puede utilizar el entorno para realizar acciones, como patear una pared y luego atacar a un enemigo por detrás. También puede realizar movimientos como volteretas hacia atrás y giros laterales para evadir enemigos. De vez en cuando, Max puede tener que interactuar con el entorno para avanzar más allá de un punto, como colocar un explosivo en una puerta, aunque lo que se requiere para avanzar a través del nivel se destaca claramente para el jugador. Max recibe comunicaciones de Logan Cale, quien ofrece sus consejos sobre cómo puede alcanzar los objetivos. El juego también presenta secuencias de 'modo sigiloso' durante algunos niveles. En el modo sigiloso, Max puede distraer a los enemigos haciendo ruido o realizar asesinatos sigilosos acercándolos sigilosamente. Si se detecta a Max durante el modo sigiloso, se activa un temporizador y comienzan a aparecer enemigos adicionales. Si no ha llegado a la salida o no ha matado a los enemigos cuando el temporizador se ha agotado, se debe reiniciar el nivel. Los jefesenemigos están presentes en algunos niveles.

## Resumen
Dark Angel sigue una historia original que tiene lugar después de la destrucción de la sede de Manticore, una organización que crea super soldados genéticamente mejorados, al comienzo de la segunda temporada de la serie de televisión. Seattle ha sido puesta en un toque de queda mientras la I Corporation reúne a los fugitivos de Manticore. Están particularmente interesados en capturar al súper soldado Max Guevara. Max evade y lucha contra I Corporation por las calles de Seattle cuando regresa a su apartamento. Después de luchar contra oponentes en el vestíbulo de su apartamento, Max se entera de que su amiga y compañera de piso Original Cindy ha sido capturada por la policía del sector. Después de derrotar a la policía y rescatar a Original Cindy, Max va a encontrarse con su amigo y aliado, el ciberperiodista Logan Cale en su apartamento. Fuera del complejo de apartamentos, ella derrota a un personaje jefe genéticamente diseñado de I Corporation llamado Beetle. Mientras tanto, una figura encapuchada asesina a un policía en el lugar y le roba el vehículo. Logan le informa a Max que ha recibido un correo electrónico de alguien llamado Sylan que afirma que Max tiene una hermana gemela. Rastrea el correo electrónico hasta un laboratorio de investigación de I Corporation llamado Tritech. Max le dice a Logan que Sylan era uno de los niños soldados en Manticore, y que se quedó atrás para ayudar a Max y a once de sus hermanos a escapar. Max procede a Tritech para encontrarla.
Max se infiltra en las instalaciones de Tritech y derrota a los guardias, así como a un jefe diseñado genéticamente llamado Gekko. Luego, es testigo de cómo la figura encapuchada mata a un empleado de Tritech antes de capturar a Sylan. Max continúa su persecución a través de un puente fortificado y un astillero. La investigación de Logan descubre que Sylan está prisionero en un barco; Max ingresa al Centro de Control Marino, la sede principal de las operaciones comerciales en alta mar de la I Corporation, para saber en qué barco está Sylan. Max aborda el barco Stella Nova después de enterarse de que Sylan está a bordo. Max rescata a Sylan luego de una confrontación con un oponente disfrazado de ella. Max descubre que su hermana gemela, Beka, fue llevada a la sede de la I Corporation hace años, y que un científico de la I Corporation, el Dr. Stephen Van Der Mescht, sabe más sobre ella. Logan rastrea a Van Der Mescht hasta un tren militar propiedad de I Corporation.
Max rompe la seguridad en el patio del tren y sube al tren. Localiza a Van Der Mescht, quien inicialmente se niega a ayudarla. Después de que Max lo amenaza con torturarlo, Van Der Mescht explica que I Corporation era un rival de Manticore y tenía un contrato militar para una investigación genética más agresiva. Crearon una serie 'Y' de soldados modificados genéticamente (a diferencia de la serie 'X' de Manticore); cuando nacieron Max y Beka, I Corporation tomó a Beka para poder comparar las dos series diferentes. Los guardias de la Corporación I tienden una emboscada a la habitación, matando a Van Der Mescht antes de que pueda divulgar más. I Corporation envía un solo soldado, un jefe transgénico llamado Bear, para matar a Max. Bear es derrotado y Max llega a la sede de la I Corporation con el tren. Max se abre camino hacia el nivel superior de la sede, derrotando a los guardias y a los personajes jefes Beetle, Gekko y Bear nuevamente, antes de enfrentarse a Beka. Beka revela que ahora controla la I Corporation y ha diseñado un reemplazo más joven para sucederla usando el ADN que ella y Max comparten. Intenta reclutar a Max para que se una a ella y a su "hermana menor" en la creación de una nueva generación de soldados modificados genéticamente. Max se niega y Beka la ataca. Después de matar a Beka, Max intenta rescatar a su hermana menor. La figura encapuchada, cuya identidad nunca se revela, intenta sin éxito detenerla. Logan llega en un helicóptero y rescata a Max y a su hermana menor del complejo. Más tarde, mientras está sentado en el techo del Space Needle, Max se lamenta de que saber la verdad sobre Beka es peor que no saber nada, pero está decidido a crear una vida positiva para ella y su hermana menor. Una escena poscréditos muestra a Max y Original Cindy bailando en su apartamento.

## Desarrollo y lanzamiento
Dark Angel se anunció en mayo de 2002 en la E3 Expo, poco después de que se cancelara la serie de televisión. Se informó que el juego presentaría la semejanza de los personajes del programa, así como las voces de Jessica Alba y Michael Weatherly, repitiendo los papeles de Max Guevara y Logan Cale respectivamente. El productor de Fox Interactive, Chris Miller, dijo que el juego "les daría a los consumidores la oportunidad de jugar virtualmente como Max en su próxima aventura para encontrar a su hermana y compañeros fugitivos genéticamente modificados". Fue desarrollado por Radical Entertainment y publicado por Sierra Entertainment; fue lanzado en Norteamérica el 22 de noviembre de 2002. Debido a la terminación de la serie de televisión, Radical Entertainment recortó el presupuesto del juego durante el desarrollo. El juego contiene una galería de fotos exclusiva de Jessica Alba, entrevistas con el elenco y otras características adicionales. Se incluyó un avance del videojuego en el DVD de la primera temporada de la serie de televisión Dark Angel.

## Recepción
Dark Angel recibió "críticas generalmente desfavorables" en ambas plataformas según el agregador de reseñas Metacritic. El juego fue criticado con frecuencia por su falta de originalidad, repetición y problemas con su modo sigiloso, aunque recibió algunos elogios por sus gráficos y actuación de voz, así como por su historia y escenario.
Brett Todd de GameSpot criticó el modo sigiloso, señalando muchos puntos ciegos, problemas con los ángulos de la cámara y que los enemigos podrían morir a plena vista sin llamar su atención, concluyendo "En general, escabullirse implica más pura suerte que habilidad". Consideró la historia y el escenario del juego como su única característica redentora, diciendo que se mantuvo fiel a la serie de televisión. Scott Alan Marriott de AllGame destacó los controles, los ángulos de cámara y los gráficos superiores a la media como los puntos fuertes del juego, aunque lamentó su naturaleza repetitiva, "diseño de niveles inconsistente y desafío" y la falta de soporte para dos jugadores. Zach Meston de GameSpy criticó la facilidad del juego, la falta de estrategia y el hecho de que las soluciones a los 'acertijos' del juego se destacaron claramente para el jugador.
Miss Spell de GamePro elogió los gráficos, la actuación de voz y el combate cuerpo a cuerpo. Sin embargo, el modo sigiloso del juego fue descrito como "cómicamente enloquecedor", y también se discutieron errores lógicos, como la capacidad de Max para saltar dos metros de altura a pesar de su incapacidad para trepar por encima de una valla a la altura de la rodilla. La revisión concluyó que "no es un mal juego, pero tampoco es un juego realmente bueno, está atrapado en algún punto intermedio, luchando por una identidad clara". Duke Ferris de Game Revolution dijo: "No es que Dark Angel sea brutalmente horrible o esté lleno de errores ... es que carece de originalidad alguna. Es un aburrido y repetitivo juego de cortadores de galletas directamente de los hornos Nabisco. Has comido esta galleta muchas veces antes; y si tienes la edad suficiente, la primera vez se llamó Streets of Rage".